# Stansstad
Stansstad est une commune suisse du canton de Nidwald.

## Géographie

Vue aérienne par Walter Mittelholzer (1919)

Selon l'Office fédéral de la statistique, Stansstad mesure 9,11 km2.
Stansstad est limitrophe de Lucerne, Ennetbürgen, Stans, Ennetmoos et Alpnach.

## Démographie
Selon l'Office fédéral de la statistique, Stansstad compte 4 482 habitants en 2008. Sa densité de population atteint 491 hab./km².
Le graphique suivant résume l'évolution de la population de Stansstad entre 1850 et 2008 :

## Monuments
- Le château de Rotzberg
- Le Schnitzturm